# Els Beerten
Els Beerten (Hasselt, 27 maart 1959) is een Vlaams schrijfster van jeugdliteratuur. Ze was reeds meermaals laureate van belangrijke jeugdliteratuurprijzen.

## Biografie
Beerten ging in 1977 Germaanse filologie studeren aan de Katholieke Universiteit Leuven. Binnen deze studie koos zij voor Nederlands en Engels. Ze promoveerde in 1981, waarna ze nog twee jaar les volgde aan de Toneelacademie in Maastricht. Daar stimuleerde een docent haar om boeken te schrijven en les te geven en de opleiding niet te voltooien.
In 1987 verscheen haar debuut Scènes, over een meisje dat les volgt aan een toneelschool maar daar niet voldoende vooruitgang kan maken. Er volgden nog veertien kinder- en jongerenboeken. In het donker is het veilig uit 1998 verhaalt over twee jongens die een fantasiewereld opbouwen, verscholen in een kast, waar ze niet geconfronteerd worden met hun steeds ruziënde ouders. Het meermaals bekroonde Allemaal willen we de hemel uit 2008 verhaalt het leven en de keuzes van twee jongeren in en na de Tweede Wereldoorlog. De ene, Jef, kiest voor het verzet maar sleept een geheim met zich mee, de andere, Ward, voor het Vlaams Legioen.
Els Beerten is naast schrijfster ook lerares Engels, Nederlands en Expressie in het secundair onderwijs in Vlaanderen en ze doceert aan het Sint-Jozefscollege van Aarschot creatief schrijven. Aanvullend gaf ze workshops creatief schrijven in Suriname en Zuid-Afrika.

## Prijzen
In 2004 ontving Els Beerten voor Lopen voor je leven de Gouden Zoen en in 2005 was ze de laureate van de Vlaamse Kinder- en Jeugdjuryprijs en de Kleine Cervantesprijs. In de periode van 2009 tot 2012 volgden de jeugdpublieksprijs van de De Gouden Uil Literatuurprijs, de Boekenleeuw, Nienke van Hichtumprijs, de Gouden Lijst en de Lavki-prijs voor het Jeugdboek, alle vijf voor Allemaal willen we de hemel. Voor dit boek kreeg ze in 2013 ook de Prijs van de Vlaamse Gemeenschap voor Jeugdliteratuur.
- Catàleg d'autoritats de noms i títols de Catalunya: 981058517605106706
- Digitale Bibliotheek voor de Nederlandse Letteren: beer015
- Gemeinsame Normdatei: 137490186
- International Standard Name Identifier: 0000 0001 1676 3537
- Library of Congress Control Number: no2006049430
- Nederlandse Thesaurus van Auteursnamen: 073034509
- Système universitaire de documentation: 193383071
- Virtual International Authority File: 76952041
- WorldCat: E39PBJjRVypTQvf8KW8td8tVG3